# Microcosm (jeu vidéo)
Pour le musée en Suisse, voir Microcosm.
Microcosm est un jeu vidéo de type shoot them up développé et édité par Psygnosis en 1993. Initialement sorti sur FM Towns, le jeu a été adapté sur 3DO, Mega-CD (1993), Amiga CD32 et DOS (1994).

## Synopsis
Le jeu prend place dans un univers cyberpunk. Le président d'une importante corporation a été infecté par un virus droïde de la multinationale rivale. Un agent est miniaturisé et injecté dans le corps du président pour éradiquer la menace.

## Système de jeu
Microcosm est un shoot them up en pseudo-3D. Le vaisseau miniature progresse dans le système vasculaire puis le cortex cérébral du président faisant face à des vagues d'ennemis toujours plus dangereux. Le joueur peut parfois choisir son chemin à certains embranchements, apportant un semblant de stratégie à un système de jeu par ailleurs plutôt classique et linéaire.
Les décors précalculés, très réalistes pour l'époque, ont été réalisés sur station de travail Silicon Graphics et adaptés avec une qualité plus ou moins grande selon les capacités des machines. Le jeu vaut surtout pour son atmosphère et sa présentation. Certaines musiques de jeu ont été composées par Rick Wakeman, un des claviéristes du groupe Yes.

## Équipe de développement
- Concept : Neil Thompson, Nik Wild
- Programmation FM Towns : Mike Anthony, Kenny Everett, Andrew Toone
- Programmation CD32 : Stuart Sargaison, Richard Weeks, Peter Marshall, Russell Bartley
- Programmation PC : John E. Gibson IV (head), Tim Ansell, Clive Gratton, Adrian Panton
- Artistes : Jim Bowers, Garvan Corbett, Nicky Carus-Wescott, Johnathon Harris, James Robinson, Paul Franklin, Digby Rogers, Rogan MacDonald, Louise Smith, Jim Mc Morrow, Nikki Bridgeman, Wayne Kennedy
- Musique : Rick Wakeman (FM Towns), Kevin Collier
- Effets sonores : Kevin Collier
- Producteur : Michael M. Simpson
- Manager du projet : John White (PC, Mega-CD), Michael M. Simpson (CD32)

## À noter
- La première version du jeu est sorti sur FM Towns au Japon. Les autres versions ont subi divers améliorations au niveau de la jouabilité.
- À l'origine le jeu était prévu sur CDTV. Finalement développé sur Amiga CD32, c'est l'un des rares jeux à exploiter les spécificités de la machine. À noter toutefois que la musique du jeu n'est pas lue par le CD mais directement produite par le chipset sonore de l'Amiga.
- La version CD-I nécessitant l'extension FMV, aurait dû être, de ce fait, la plus aboutie de toutes les versions mais n'a jamais été publiée compte tenu des contraintes techniques liées à l'utilisation de vidéos en FMV[1].
- Rick Wakeman n'a réalisé que les musiques de la version FM Towns. Les autres musiques furent produites en interne à Psygnosis[2].
- Selon les supports, les versions diffèrent sensiblement au niveau de l'interface et de la représentation graphique.
- Le jeu témoigne d'une époque de transition entre les supports traditionnels (cartouche et disquettes) et le support optique CD-ROM. Le jeu propose de longues cinématiques d'introduction et divers cut-scenes mélangeant image de synthèse et vidéo.
- L'histoire du jeu fait écho aux films de science-fiction Le Voyage fantastique (1966) et L'Aventure intérieure (1987).

## La série
- 1993 - Microcosm
- 1994 - Novastorm
- 1994 - Megamorph